# توني مورغان
توني مورغان (بالإنجليزية: Tony Morgan)‏ هو ربان ‏ بريطاني، ولد في 24 أغسطس 1931 في روتشفورد ‏ في المملكة المتحدة.

## وصلات خارجية
- توني مورغان على موقع أوليمبيديا (الإنجليزية)
- توني مورغان على موقع اللجنة الأولمبية البريطانية (الإنجليزية)